# Witbank
Witbank (se prononce « wit-bank » ou « vit-bank » en anglais et « vit-bunk » en afrikaans et signifie crête blanche en afrikaans) également appelée eMalahleni (le « lieu du charbon » en langue nguni) depuis 2006 est une ville d'Afrique du Sud située dans la province du Mpumalanga dans l'est du Transvaal à une heure de route de Pretoria.

## Géographie
Deux autoroutes nationales, la N4 depuis Pretoria et la N12 depuis Johannesburg, permettent de rejoindre Witbank avant de continuer vers le parc national Kruger ou vers Komatipoort à la frontière avec le Mozambique. Ces itinéraires forment le corridor de Maputo.

## Historique

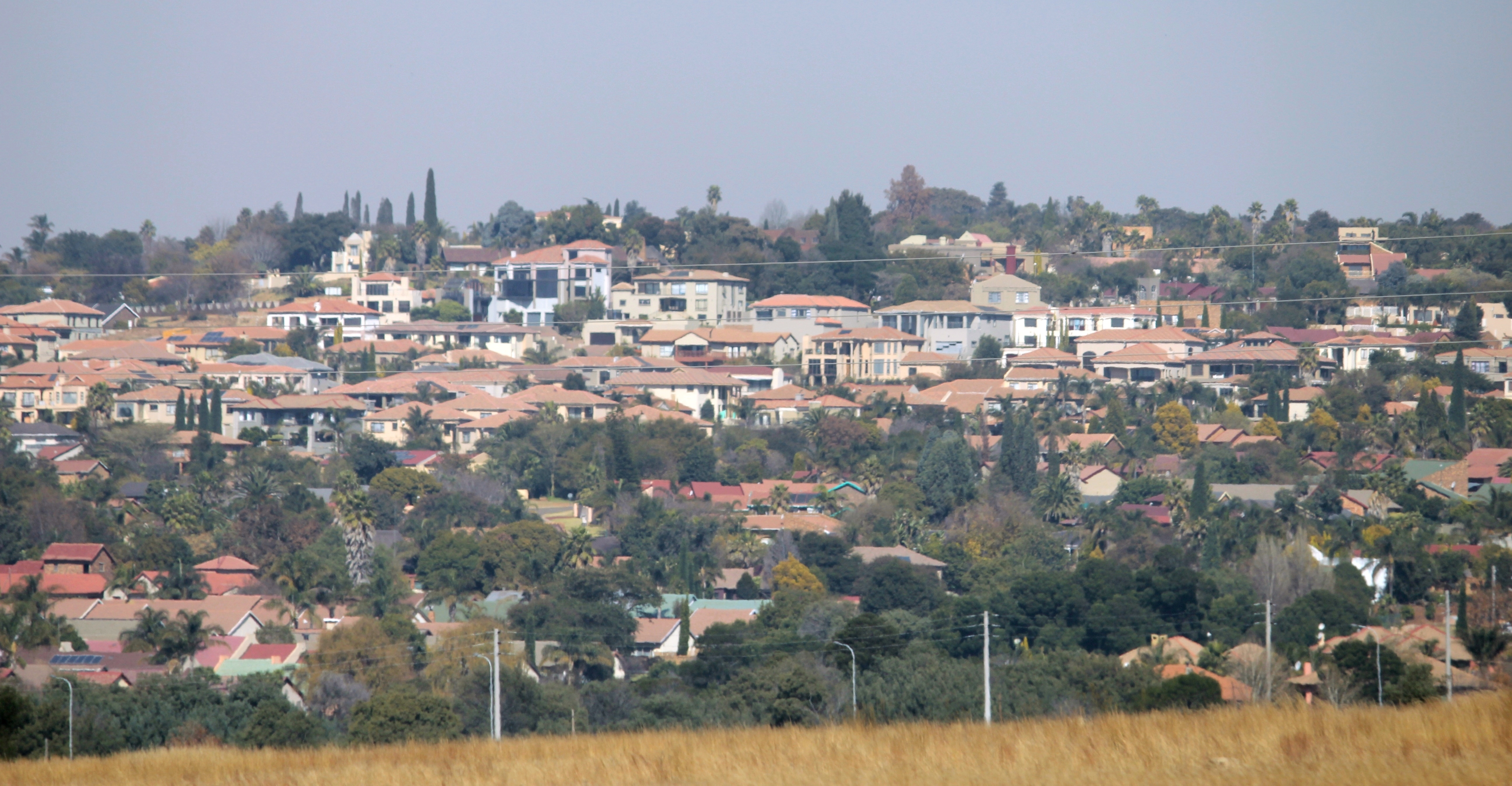
Le quartier résidentiel de Reyno Ridge à Witbank.

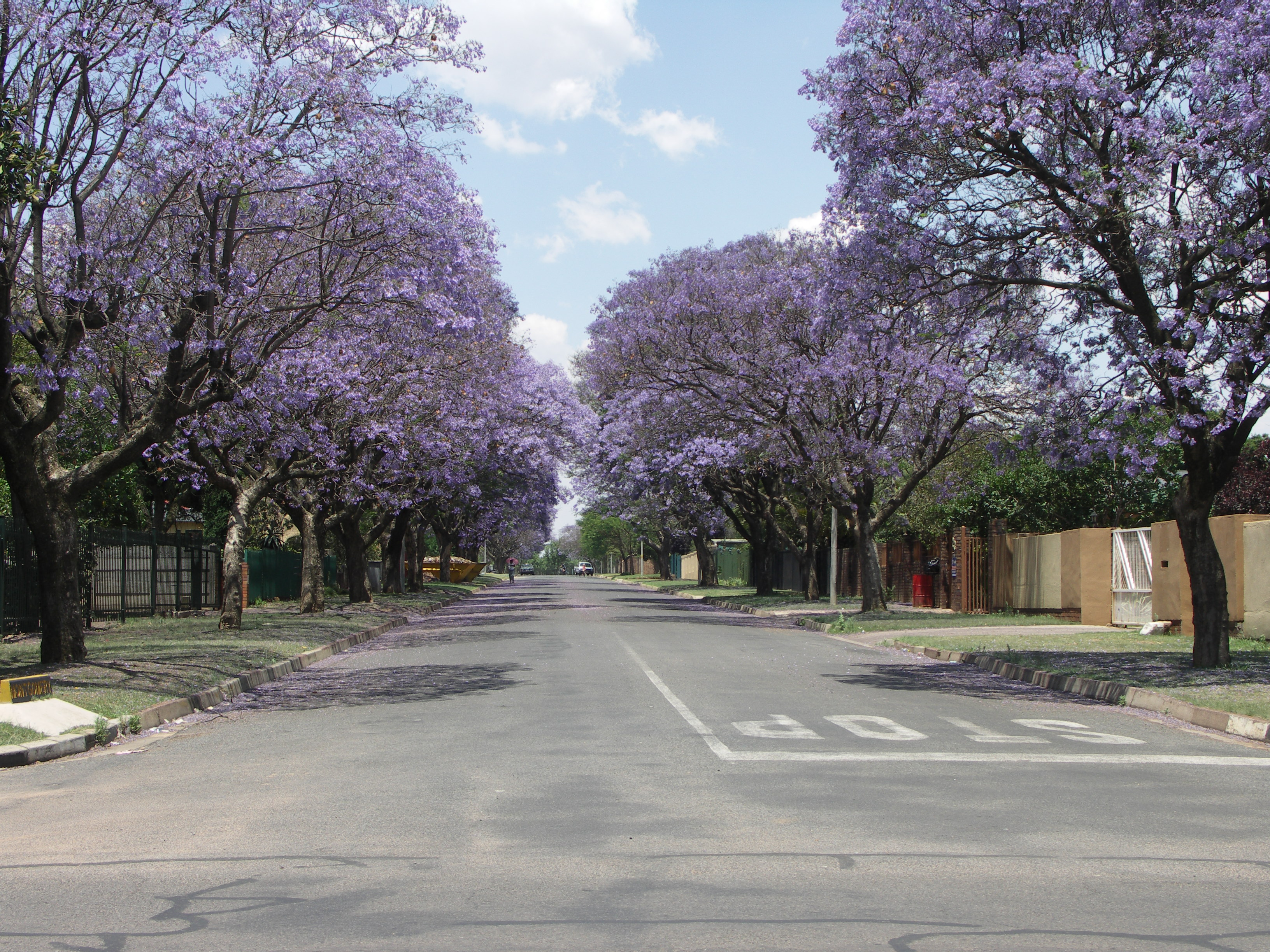
Rue de Witbank, bordée de jacarandas.

Fondée en 1890 dans le highveld de la république sud-africaine du Transvaal, le nom de Witbank est d'origine afrikaans. La zone est riche en houille et le chemin de fer ralliera dès 1894 Witbank à Pretoria. Lors de la seconde guerre des Boers, Winston Churchill se cacha quelques jours dans les environs de la ville fin 1899 au cours de son évasion de Pretoria pour rejoindre Lourenço Marques. Il gagnera alors cette dernière caché dans un train de marchandises.

## Statut
Witbank obtient son statut de ville en 1903 avant celui de municipalité en 1914. 
Depuis 2000, Witbank est intégrée dans la municipalité locale de Emalahleni, elle-même intégrée dans le district de Nkangala. 
En dépit des tentatives de la municipalité d'établir l'utilisation du nom eMalahleni pour la ville comme pour le district, les habitants ont gardé l'habitude d'appeler la ville sous son nom de Witbank prononcée « wit-bank » ou « vit-bank » par les Anglophones et « vit-bunk » par la population de langue afrikaans.

### Liste des maires de Witbank
| - E.M. Goodwin (1913-1914) - Robert Eadie (1914-1918) - T. Cooke (1918-1919) - Robert Eadie (1919-1922) - N.W. Scott (1922-1923) - Tom Spencer (1923-1926) - Barney Joffe (1926-1927) - A.E. Comley (1927-1928) - Barney Joffe (1928-1929) - J. White (1929-1930) - Barney Joffe (1930-1934) - G.W. Hannay (1934-1935) - Fanny Verna Burnham (1935-1936) - Maurice Markiles (1936-1937) - T. A. Greeff (1937-1938) - A.W. Woolcock (1938-1939) - Maurice Markiles (1939-1940) - W.P. Moore (1940-1941) - Fanny Verna Burnham (1941-1942) - C.J. Ellis (1942-1943) - C.H.F. Jenner (1943-1944) | - M.S. Bell (1944-1945) - Fanny Verna Burnham (1945-1946) - John Edward Connop (1946-1947) - Morris Maselle (1947-1949) - S.J. Mostert (1949-1950) - Joe Katz (1950-1951) - R.D. Duffey (1951-1952) - W.S. Snyman (1952-1953) - W.J. Volschenk (1953-1954) - F.W. Birkholtz (1954-1955) - Punt Janson (1955-1956) - F.N. Viljoen (1956-1958) - J.F.S. Boshoff (1958-1959) - J.G. Prinsloo (1959-1960) - A.C. Venter (1960-1961) - P.K. du Toit (1961-1962) - A.F. Fouché (1962-1963) - L.C.S. Müller (1963-1964) - M.J. Jonker (1964-1965) - F.W. Birkholtz (1965-1967) - L.C.S. Müller (1967-1968) | - A.F. Fouché (1968-1969) - F.N. Viljoen (1969-1972) - L.C.S. Müller (1972-1974) - J.P.A. Fourie (1974-1977) - H.J. Erasmus (1977-1981) - T.J.P. Verwey (1981-1982) - D.J. Opperman (1982-1983) - Yokkie Shill (1983-1984) - P.W. Cornelius (1984-1985) - Paul Broodryk (1985-1987) - P.W. Cornelius (1987-1989) - Yokkie Shill (1989-1990) - P.C. Coetzer (1990-1991) - PK Odendaal (1992-1993) - Ferdie Labuschagne (1993-1994) - Fiona Martin (1994-1995) - Paul van Castle (1995-1996) - Aaron Makhabela (1996-1997) - Grace Castle (1998-1999) - Jerry Radebe (1999-2000) - Glory Dhlamini (2000-2006) - Linah Malatjie (2006-2008) | - Nolitha Lali (2009-2011) - Nomveliso Nyukwana (2011-2018) - Nolitha Lali (2018) - Linah Malatjie (2018-2022) - Conny Nkalitshana (depuis février 2022) |

## Industrie

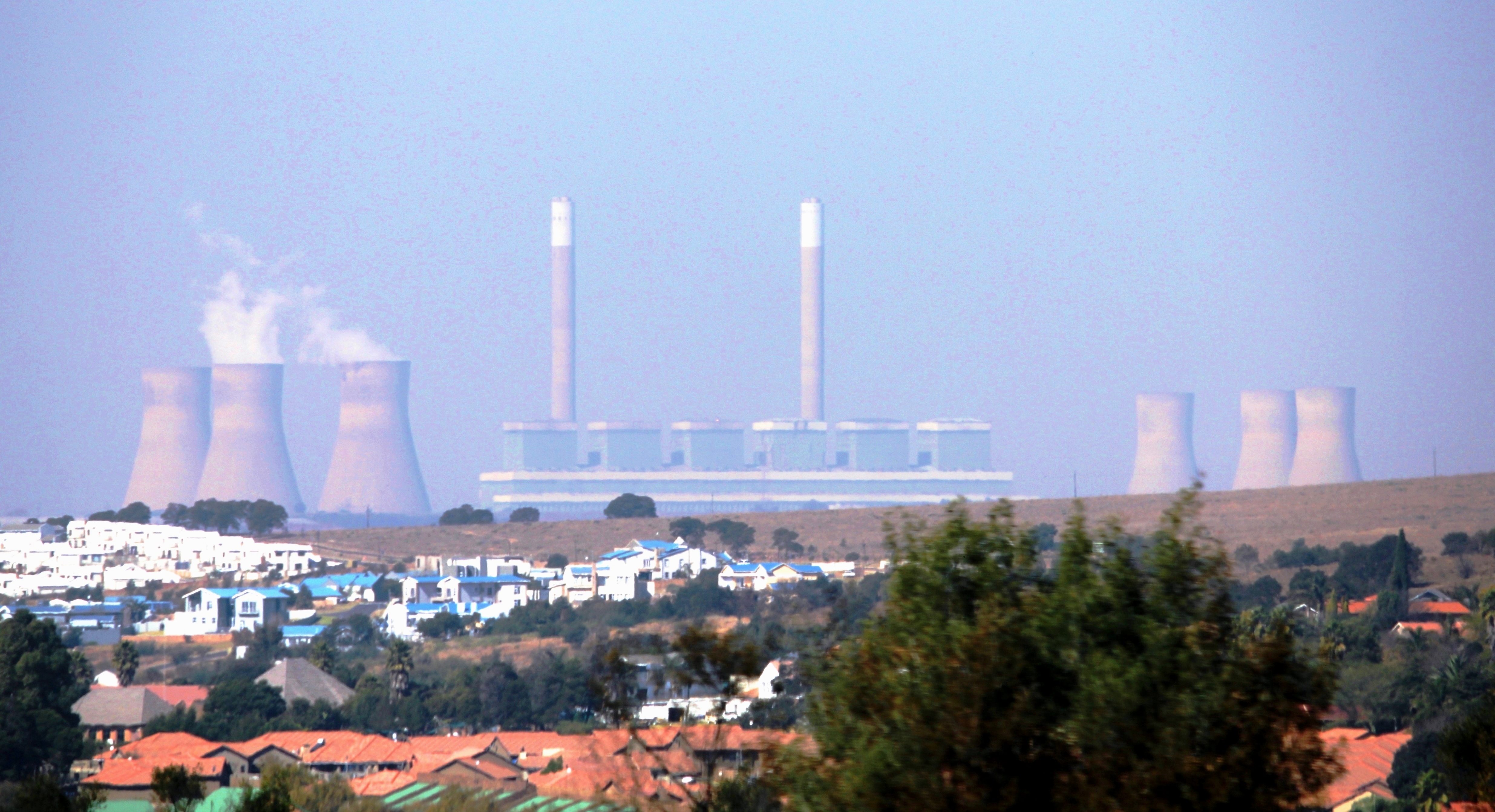
La centrale au charbon de Duvha vue depuis les faubourgs de la ville.

Witbank est une ville industrielle et minière qui a l'air le plus pollué du monde, notamment à cause de l'industrie du charbon. En 2016, la pollution de l'air aurait provoqué entre 305 et 650 décès prématurés. C'est également une ville étape entre le Gauteng et le Parc national Kruger et les réserves animalières de l'est du Transvaal.

## Démographie
En 1986, la ville comptait 42 000 habitants blancs, 90 000 habitants noirs et près de 4 000 métis et asiatiques. 
Selon le recensement de 2011, la ville compte 108 673 résidents dont 48,15% issus des communautés bantouphones et 46,75% issus des communautés blanches. La langue maternelle dominante est l'afrikaans (42,36 %) suivi de l'isiZulu (17,56%) et de l’anglais (13,70 %).

## Odonymie
| Anciens noms de rues    | Nouveaux noms adoptés depuis 2005 |
| ----------------------- | --------------------------------- |
| Swartbos Road           | OR Tambo Road                     |
| President Street        | Mandela Drive                     |
| Eadie Street            | Walter Sisulu Street              |
| Schönland Drive         | Moses Kolane Drive                |
| Hendrik Verwoerd Street | Steven Bantu Biko Street          |
| Jonker Street           | Ingrid Jonker Street              |

## Personnalités locales
- L'ancien premier ministre James Barry Hertzog et son fils, Albert Hertzog, enterrés à Witbank.
- Anneline Kriel, née à Witbank
- Hugh Masekela, né à Wibank